# Bundesautobahn 62
Pour les articles homonymes, voir A62.
La Bundesautobahn 62 (ou BAB 62, A62 ou Autobahn 62) est une autoroute mesurant 79 kilomètres.